# Эспиноса, Даниэль
Хорхе Даниэль Эспиноса (род. 23 марта 1977, Худдинге, Швеция) — шведский кинорежиссёр чилийского происхождения.

## Биография
Родители Эспиносы бежали из Чили примерно за месяц до его рождения, спасаясь от режима Пиночета. Хотя оба родителя — академики, они по-прежнему жили в кварталах для рабочего класса. Эспиноса некоторое время жил в Африке, так как его мать была сотрудником ООН. В 16-летнем возрасте он был на грани того, чтобы оказаться в тюрьме на два года после совершения нескольких преступлений. Но благодаря психологической экспертизе он избежал заключения и получил стипендию в Херлуфсхольме. Во время учёбы в школе-интернате у него появились определённые амбиции. Каждый из студентов хотел стать миллионером до своего 30-летия. Поскольку Эспиноса хотел лишь стать владельцем кафе и не отставать от других, он решил снимать фильмы под влиянием сына Лассе Халльстрёма, который был его соседом по комнате. Прошёл обучение в Датской киношколе с 1999 по 2003 год. Его дипломным фильмом в Датской киношколе стал «Bokseren». После этого он снял «Вавилонскую болезнь», свой второй полнометражный фильм, который был основан на сценарии друга детства. Затем он снял фильм «Шальные деньги».
Фильм «Шальные деньги» стал одним из самых успешных шведских фильмов 2010 года. Фильм снят по роману Йенса Лапидуса с Юэлем Киннаманом в главной роли. Внимание Эспиносы привлекла работа Лапидуса «Snabba Cash» Йозефа Фареса.
В 2012 году Эспиноса снял свой первый американский фильм «Код доступа „Кейптаун“». За ним последовал фильм «Живое», который вышел в 2017 году.
Эспиноса вёл переговоры о режиссуре экранизации Assassin's Creed, но в итоге его заменил Джастин Курзель.
В 2022 году состоялась премьера кинокомикса «Морбиус».
Эспиноса женат на Нине, враче, и живет в Швеции. Говорит на шести языках, включая португальский и креольский в дополнение к английскому и датскому.

## Запрет фильма «Номер 44» на территории РФ
После пресс-показа, который состоялся 14 апреля, в адрес Министерства культуры РФ поступили обращения, касающиеся содержания фильма. Министр культуры России Владимир Мединский после просмотра заявил — «Не страна, а Мордор, с физически и морально неполноценными недочеловеками, кровавое месиво в кадре из каких-то орков и упырей — вот в такой стране происходит действие фильма от 30-х до 50-х годов XX века. Так показана наша страна — та самая, которая только что победила в великой войне, вырвалась в число мировых лидеров и вот-вот запустит первого человека в космос».
15 апреля компания «Централ Партнершип» отозвала из Минкультуры заявку на получение прокатного удостоверения для фильма «Номер 44».В заявлении компания указала, что по итогам пресс-просмотра в ведомство поступили вопросы о содержании фильма: в первую очередь, об искажении исторических фактов и своеобразных трактовок событий до, во время и после Великой Отечественной войны, а также образов и характеров советских граждан той исторической эпохи.
Даниэль Эспиноса прокомментировал не выход своего фильма в РФ следующим образом: — «Очень неприятно, я считаю, это, прежде всего, очень неприятное указание на то, куда движется современная Россия, все больше склоняясь к авторитарному режиму, это очень опасное предупреждение. Запретили мой фильм, и это очень неприятно, — повторяет режиссёр, — но ещё более печально, что подвергаются цензуре работы российских художников».

## Фильмография
| Год  | Название               | Оригинальное название | Страна                             |
| ---- | ---------------------- | --------------------- | ---------------------------------- |
| 2004 | Вавилонская болезнь    | Babylonsjukan         | Швеция                             |
| 2010 | Шальные деньги         | Snabba cash           | Швеция, Германия, Дания            |
| 2012 | Код доступа «Кейптаун» | Safe House            | США, ЮАР, Япония                   |
| 2014 | Номер 44               | Child 44              | Чехия, Великобритания, США, Россия |
| 2017 | Живое                  | Life                  | США                                |
| 2022 | Морбиус                | Morbius               | США                                |